# Działania desantowo-szturmowe
Działania desantowo-szturmowe (inaczej działania powietrzno-szturmowe) – integralna część walki lądowej. Prowadzą je zazwyczaj jednostki kawalerii powietrznej i desantowo-szturmowe. 

## Charakterystyka działań
Wojska przeznaczone do działań desantowo-szturmowych mogą realizować zadania samodzielnie lub wspólnie z innymi rodzajami wojsk lądowych, w całej strefie odpowiedzialności związku operacyjnego (taktycznego). Realne zagrożenie ich użycia może zmusić przeciwnika do rozproszenia swoich sił, między innymi w celu osłony ważnych urządzeń i kluczowego terenu w rejonach tyłowych (w głębi ugrupowania). Podczas działań desantowo-szturmowych zwalcza się przeciwnika z powietrza, desantowanie w tego rodzaju działaniach nie występuje (albo występuje w ograniczonym zakresie), zasadniczą rolę odgrywają siły wysadzone ze śmigłowców.
Wojska desantowo-szturmowe  umożliwiają dowódcom szybką reakcję na zaistniałą sytuację w całym rejonie odpowiedzialności. Ich użycie może stanowić ważny element walki o uchwycenie i utrzymanie inicjatywy. Wojska te są przydatne również do spełnienia roli odwodu powietrznego.
Działania desantowo-szturmowe prowadzone są zwykle w rejonach nie bronionych lub słabo bronionych. W wyjątkowych sytuacjach mogą one być prowadzone w rejonach zajętych przez przeciwnika, jednakże pod warunkiem posiadania potencjalnych możliwości jego rozbicia (zniszczenia, obezwładnienia) i przewagi w powietrzu.
Mogą być one prowadzone we wszystkich rodzajach działań bojowych wojsk lądowych.

## Cele działań
Podstawowe cele działań powietrznoszturmowych:
- opanowanie i utrzymanie kluczowych obiektów terenowych (przełęcze, wąwozy, mosty, przeprawy);
- niszczenie ważnych celów w ugrupowaniu przeciwnika;
- osłona luk i skrzydeł w ugrupowaniu własnych wojsk;
- zamykanie wyłomów powstałych w obronie;
- zwalczanie desantów i innych sił oraz środków przeciwnika, prowadzących działania w głębi ugrupowania własnych wojsk;
- wzmocnienie okrążonych sił;
- prowadzenie rozpoznania;
- wprowadzanie w błąd przeciwnika działaniami demonstracyjnymi.

Wojska desantowo-szturmowe są zdolne do:
- uzyskania zaskoczenia poprzez atakowanie przeciwnika z dowolnego kierunku oraz w rejonach trudno dostępnych;
- szybkiego ześrodkowania sił w decydującym miejscu i czasie;
- szybkiej reakcji na zaistniałą sytuacje pola walki;
- utrzymania wysokiego tempa działania przez szybkie przenoszenie wysiłku na inny kierunek lub w nowy rejon działania;
- uniezależnienia się od lądowych linii komunikacyjnych.

W Siłach Zbrojnych Rzeczypospolitej Polskiej działania tego typu mogą prowadzić 6 Brygada Powietrznodesantowa, 25 Brygada Kawalerii Powietrznej oraz Wojska Specjalne.